# ブランドン・フラワーズ
ブランドン・フラワーズ（英: Brandon Flowers、1981年6月21日 - ）は、アメリカ合衆国のロックバンド、ザ・キラーズのボーカリスト。 キーボードも演奏し、キラーズの大多数の楽曲の作詞・作曲も担当する。スコットランドおよびリトアニア系アメリカ人。

## 来歴
1981年6月21日、ネバダ州ラスベガス近郊で、食料品店で働く父親と主婦の母親の間に6人兄弟の末っ子の次男として生まれる。彼が8歳の頃に家族とユタ州のNephiという小さな街へ引っ越し、16歳でラスベガスに戻ってくるまで育つ。12歳年上の兄が、カーズやザ・スミスやザ・キュアーなどを紹介してくれた影響で、周りがニルヴァーナに夢中になっていた頃でもペット・ショップ・ボーイズ、ニュー・オーダー、デペッシュ・モード、オアシスなどのイギリスのバンドを愛聴していたという。ホテルのベルボーイやバスボーイとして働く傍ら、バンド活動にも勤しむ。2002年にメンバーの4人でザ・キラーズを結成し、2004年にザ・キラーズのフロントマンとしてデビュー。
2010年4月29日、初のソロアルバム『フラミンゴ』を発表した。ジェニールイスが参加している。

## 私生活
- 4人の姉と1人の兄がいる。
- 既婚者であり、妻のTana Brooke Mundkowskyとの間に3人の息子がいる。
- 末日聖徒イエス・キリスト教会（モルモン教）の熱心な教徒。
- "Read My Mind"のビデオでのカプセルホテルでのシーンでは、撮影中に本当に寝ていた。
- 飛行機恐怖症である。
- 人生で初めて買ったアルバムは、デペッシュ・モードの『ソングス・オブ・フェイス・アンド・デヴォーション』。
- 過去には喫煙や飲酒を嗜んでいたが、子供の誕生を機に断ち切った。
- お気に入りのバンドは、ザ・ホワイト・ストライプス、ザ・ストロークス、フランツ・フェルディナンド、ヤー・ヤー・ヤーズ、キングス・オブ・レオンなど。
- 好きな映画は、『ムーラン・ルージュ』、『フォレスト・ガンプ』、『ナポレオン・ダイナマイト』など。
- 趣味はゴルフ
- バンドのほかのメンバーの身長が全員6'(183cm)以上で、彼の身長が一見低く見えるが、ブランドン自身も身長は5'11"(180cm)ある。

## ディスコグラフィ

### アルバム
| - | 発売日        | アルバム                                          | US | UK |
| - | ------------- | ------------------------------------------------- | -- | -- |
| 1 | 2010年9月14日 | フラミンゴ Flamingo                               | 8  | 1  |
| 2 | 2015年5月19日 | ザ・ディザイアード・エフェクト The Desired Effect | 17 | 1  |

## 受賞とノミネート
- 2005年 NME "Best Dressed" Award & "Sexiest Man" Award
- 2008年 GQ "Most Stylish Man" Award